# Иркутский угольный бассейн
Иркутский угольный бассейн — угольный бассейн, расположенный в южной части Иркутской области России. Протягивается на 500 км вдоль северо-восточного склона Восточного Саяна от города Нижнеудинск до озера Байкал. Средняя ширина 80 км, площадь 42,8 тыс. км². В районе Иркутска угольный бассейн разделяется на две ветви: северо-восточную Прибайкальскую и юго-восточную Присаянскую, представляющую собой наиболее населённую и освоенную в экономическом отношении территорию Иркутской области.

## Характеристика
Пл. 42,8 тыс. км². Разведанные запасы угля составляют 7,5 млрд т., предварительно оцененные — 9 млрд т, в том числе каменного соответственно 5,2 млрд т. и 8,5 млрд т., бурого — 2,3 млрд т. и 0,5 млрд т. В Иркутском угольном бассейне выделено 16 угленосных районов, разведано 20 больших угольных месторождений, в том числе каменного угля — Черемховское, Вознесенское, Новометелкинское, Каранцайское, Ишидейское; бурого — Азейское, Мугунское. Бассейн связан с асимметричным Предсаянским прогибом. Угленосность связана с юрскими отложениями, которые залегают в широких пологих впадинах домезозойских комплексов. Мощность их нарастает в Юго-западном направлении от 75 до 750 м. В отложениях прослеживается от 1-2 до 25 пластов угля мощностью 1-10(19) м. Строение пластов сложное, залегание нарушено мелко амплитудными разрывами и карстовыми процессами. Уголь в основном гумусовый (87 %), частично гумусо-сапропелевый и сапропелевый, марок от БЗ к ГЖ. Уголь зольный (19-30 %), мало- и высокосернистый (до 5,5 %). Уголь используется в основном в энергетических целях, частично для полукоксования и газификации. Информация о бассейне.

## Технология разработки
Открытый способ добычи.
Разрабатываются в Черемхово, Азее, Мугуне.